# Arvīds Pelše
Arvīds Pelše (lotyšsky Arvīds Pelše; rusky Арвид Янович Пельше, Arvid Janovič Pelše; 23. ledna jul. / 7. února greg. 1899 v Zālīte nad Iecavou, okres Bauska – 29. května 1983 Moskva) byl sovětský lotyšský stranický a státní činitel, historik, dvojnásobný hrdina socialistické práce (1969, 1979).

## Životopis
- Roku 1915 vstoupil do komunistické strany (bolševiků).
- Roku 1916 se ve Švýcarsku setkal s Leninem.
- Roku 1917 se zúčastnil říjnové revoluce, člen Petrohradského sovětu
- Roku 1918 čekista v Moskvě. V témže roce byl vyslán do Lotyšska rozvíjet sovětskou vládu.